# Gmina Kożuchów
Die Gmina Kożuchów [kɔˈʒuxuf] ist eine Stadt- und Landgemeinde im Powiat Nowosolski der Woiwodschaft Lebus in Polen. Ihr Sitz ist die gleichnamige Stadt (deutsch: Freystadt in Schlesien) mit 9337 Einwohnern (Stand 31. Dezember 2020).

## Geographie
Die Gemeinde liegt im Süden der Woiwodschaft in Niederschlesien. Sie grenzt im Norden an Zielona Góra (Grünberg) und im Osten an Nowa Sól (Neusalz an der Oder).

## Geschichte
Kożuchów war bis 1953 Sitz des Powiats. Die Stadt- und Landgemeinde besteht seit 1975 und kam damals an die Woiwodschaft Zielona Góra, mit der sie bis 1998 verbunden blieb.

### Partnerschaften
Die Gemeinde ging mit Castelmola in Italien und Schwepnitz in Sachsen Gemeindepartnerschaften ein.

## Gliederung
Die Stadt- und Landgemeinde Kożuchów umfasst eine Fläche von 179,2 km². Zu ihr gehören die Stadt selbst und weitere Dörfer (deutsche Namen bis 1945) mit einem Schulzenamt:
- Bielice (Bielitz)
- Broniszów (Brunzelwaldau)
- Bulin (Bullendorf)
- Cisów (Zissendorf)
- Czciradz (Zyrus)
- Drwalewice (Wallwitz)
- Dziadoszyce (Döringau)
- Kożuchów (Freystadt in Schlesien)
- Książ Śląski (Fürstenau)
- Lasocin (Lessendorf)
- Mirocin Dolny (Nieder Herzogswaldau)
- Mirocin Górny (Ober Herzogswaldau)
- Mirocin Średni (Mittel Herzogswaldau)
- Podbrzezie Dolne (Nieder Siegersdorf)
- Podbrzezie Górne (Ober Siegersdorf)
- Radwanów (Seiffersdorf)
- Słocina (Reichenau)
- Sokołów (Zäcklau)
- Solniki (Zölling)
- Studzieniec (Streidelsdorf)
- Stypułów (Herwigsdorf)
- Zawada (Grund)
- sowie ohne Schulzenamt: Kierzkowice

## Persönlichkeiten
- Balthasar von Promnitz (1488–1562), Fürstbischof von Breslau
- Eberhard Graf von Kalckreuth (1881–1941), Präsident des Reichslandbundes; geboren in Nieder Siegersdorf.